# Thorsten Rund
Thorsten Rund (Lübben, Brandenburg, 25 de febrer de 1976) va ser un ciclista alemany que s'especialitzà en la pista, especialment en la persecució per equips.

## Palmarès en pista
- 1993
  -  Campió del món júnior en Puntuació
  -  Campió del món júnior en Persecució per equips (amb Ronny Lauke, Dirk Ronellenfitsch i Holger Roth)
- 1999
  -  Campió d'Alemanya en Madison (amb Guido Fulst)

### Resultats a laCopa del Món
- 1995
  - 1r a Manchester, en Persecució per equips
- 1999
  - 1r a València, en Persecució per equips

## Palmarès en ruta
- 1992
  -  Campió d'Alemanya en ruta de debutants
- 1999
  - Vencedor d'una etapa a la Volta a Tarragona

### Resultats a la Volta a Espanya
- 2003. 143è de la classificació general